# Jules Garcin
Pour les articles homonymes, voir Garcin.
Jules Auguste Salomon, dit Jules Garcin, né à Bourges le 11 juillet 1830 et mort à Paris le 10 octobre 1896, est un violoniste, chef d'orchestre et compositeur français.

## Biographie
Son grand-père, Joseph Garcin, dirigeait une compagnie spécialisée dans les tournées d'opéra comique dans la France du Centre et du Sud. Entré au Conservatoire de Paris encore adolescent, il a fait ses études musicales avec Joseph Clavel et Jean-Delphin Alard. Il a eu pour professeur d'harmonie François Bazin, et pour professeurs de composition Adolphe Adam, puis Ambroise Thomas. Premier prix de violon en 1853, il entre à l'orchestre de l'Opéra de Paris en 1856.  
Violoniste soliste, 3e chef en 1871, il est nommé premier chef d'orchestre en 1885. Il débute en 1875 une longue carrière de professeur au Conservatoire de Paris. Parmi ses élèves les plus connus figurent Henri Marteau (1874-1934) qui fut un enfant prodige, Pierre Monteux (1875-1964), Jules Boucherit (1877-1962) et Philippe Gaubert (1879-1941).
Garcin s'est associé avec l'Orchestre de la Société des Concerts du Conservatoire à partir de 1860, d'abord dans l'orchestre puis comme soliste.
En 1885, il est élu premier chef d'orchestre des Concerts du Conservatoire. À ce poste, il a été un promoteur de la musique chorale et symphonique allemande. De Bach à Brahms et Wagner. Il a ainsi dirigé la Messe en si mineur de Bach, la Missa solemnis de Beethoven, la Symphonie nº 2 et Symphonie nº 4 de Brahms. Il a créé le 17 février 1889 la Symphonie en ré mineur de César Franck et il a dirigé la création française en janvier 1887 de la Symphonie nº 3 avec orgue de Camille Saint-Saëns. Il a été membre fondateur de la Société nationale de musique en 1871. 
Il est enterré à Paris, au cimetière Montmartre, il repose avec ses parents, sa tante et son oncle : Marie-Joséphine Garcin et Auguste-Jules Dufort, sa cousine : Adèle-Clarisse Garcin. Le monument est l’œuvre de l'architecte E. Navarre, la statue œuvre d'Amédée Doublemard et d’Émile Sollier.
Jules Garcin et sa famille ont longtemps habité 72 rue Blanche où meurent sa mère, sa tanteet son oncle. Jules Garcin mourra au 16 rue Victor Massé, les obsèques ont été célébrées le 13 octobre 1896 en l'église Notre-Dame-de-Lorette, Théodore Dubois, l'ami de quarante ans a fait un discours.

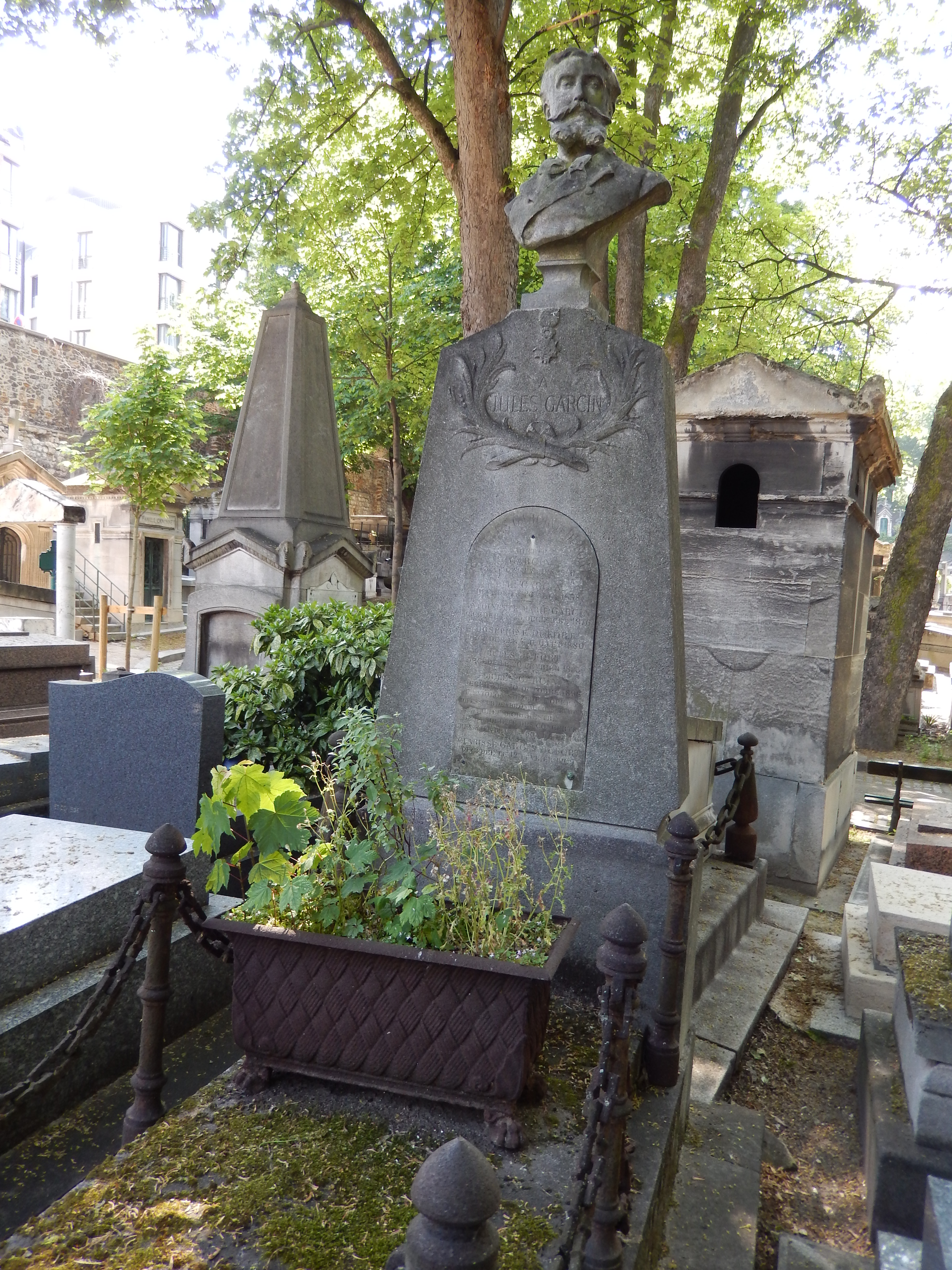
Tombe de Jules Garcin (cimetière de Montmartre)

## Distinctions
2e prix, solfège, 1843; 1er prix 1844;  2e prix, violon, 1851; 1er prix 1853. Orch. Opéra (soliste; 3e chef 1871; chef 1885). Prof. au Conservatoire (violon, 1875). Acad. 1880.  Chevalier de la Légion d'Honneur le 29 octobre 1889. Membre fondateur de la Société nationale de musique, 1871. 

## Liste non exhaustive des compositions de Jules Garcin
- Canzonetta
- Chanson de Mignon, Op. 11
- Concertino
- Fantaisie concertante (Coppélia)